# Суенга
Суенга — река в Маслянинском районе Новосибирской области. Река берёт своё начало на западных склонах Салаирского кряжа, впадает в реку Бердь в 240 км от её устья. Длина реки составляет 71 км, площадь водосборного бассейна — 821 км². В устье Суенги расположено одноимённое село.

## Притоки
(км от устья)
- 2 км: Кинтереп — правый приток (длина 30 км)
- 11 км: Мостовка — левый приток (11 км)
- 22 км: Каменка — правый приток (12 км)
- 31 км: Большие Тайлы — правый приток (21 км)
- 44 км: Дражны Тайлы — правый приток (18 км)
- 57 км: Полдневая — левый приток (24 км)

## История

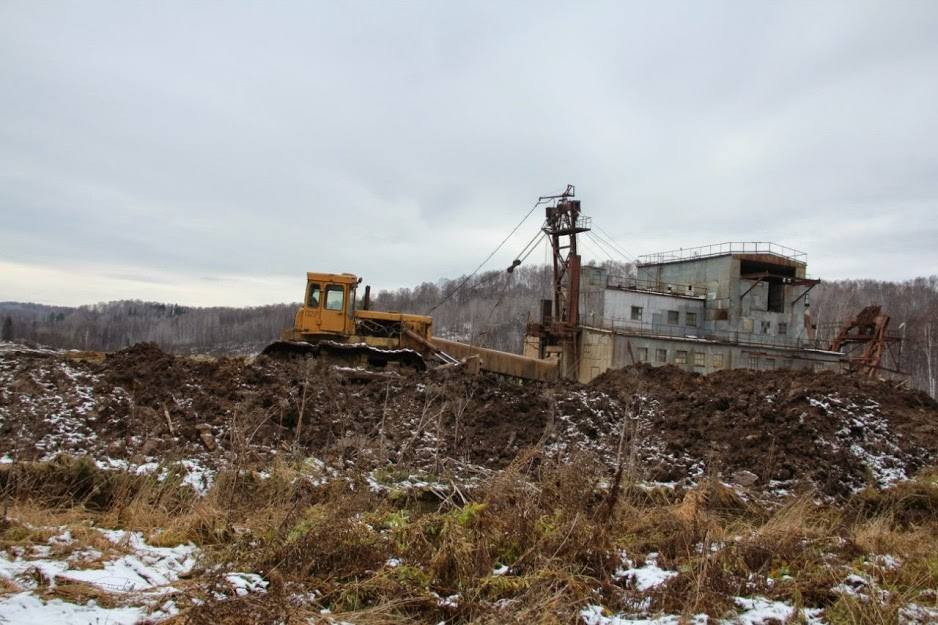
Бульдозер на работе по вскрышке русла Суенги на фоне золотодобывающей драги, 2014 год

В 1830 году на Суенге была открыта первая россыпь золота, в октябре того же года на этом месте было основано село Георгиевское (ныне — Егорьевское), и началась добыча драгоценного металла. Разработка золотоносных месторождений Суенги ведётся и в настоящее время, прогнозный ресурс по данному участку — 450 кг золота по категории P2.
В начале 1950-х годов в период активного развития в СССР малой гидроэнергетики на реке была построена Суенгинская ГЭС мощностью 300 кВт, просуществовавшая до 1970-х годов.

## Данные водного реестра
По данным государственного водного реестра России относится к Верхнеобскому бассейновому округу, водохозяйственный участок реки — Обь от города Барнаул до Новосибирского гидроузла, без реки Чумыш, речной подбассейн реки — бассейны притоков (Верхней) Оби до впадения Томи. Речной бассейн реки — (Верхняя) Обь до впадения Иртыша.